# 이덕일 (1561년)
이덕일(李德一, 1561년 ~ 1622년)은 조선의 무신이다. 자는 경이, 호는 칠실, 본관은 
함풍이씨이다.

## 생애
어려서부터 문학으로 이름을 떨쳤으며, 1592년 임진왜란이 일어나자, 무과에 응시하여 급제하였다. 1597년 정유재란 때 피란민을 모아 의병을 조직하여 삼도수군통제사 이순신의 막하로 들어갔다. 정유재란이 끝난 후 절충장군이 되었다. 광해군 때 국정이 문란해짐을 보고 한탄하는 시조 28수를 지어 애타는 심정을 노래하였다.

## 저서
- 칠실유고